# 麻実れい
麻実 れい（あさみ れい、1950年（昭和25年）3月11日 - ）は、日本の女優。元宝塚歌劇団雪組トップスター。東京都千代田区出身。身長172cm。血液型O型。愛称ターコ（本名の孝子から）。梅田芸術劇場所属。日本芸術院会員。

## 来歴
1968年3月、東京家政学院高等学校卒業。同年4月、宝塚音楽学校入学。1970年、56期生として宝塚歌劇団に入団。同期には萬あきら、条はるき、東千晃（元星組トップ娘役）、小柳ルミ子（当時は夏川るみ）らがいる。雪組公演『四季の踊り絵巻／ハロー!タカラヅカ』で初舞台を踏み、翌年3月8日、星組に配属。入団時の成績は70人中35位。
1972年、『花の若武者』新人公演にて主役・鬼若（若き日の弁慶）に大抜擢。研3（宝塚用語で「入団3年目」をさす）での新人公演主演は当時の新記録だった。同年、雪組に組替え。
1975年、入団6年目にして『ベルサイユのばら－アンドレとオスカル－』でアンドレ役に抜擢され、美貌の長身男役スターとして人気を博す。後に二番手男役スターに昇格し、翌1976年には『星影の人』で土方歳三を、1977年には『あかねさす紫の花』で中大兄皇子を演じ、自身の代表作となった。
1978年、『風と共に去りぬ－スカーレット編－』にてレット・バトラーを演じ、人気を決定付ける。当時の雪組トップスター汀夏子には固定の相手役がおらず、二番手の麻実とよく組んでいた為「男役同士のコンビ」（汀談）と呼ばれた。
1979年、宝塚バウホールにて自身のリサイタルとなる『愛の飛翔』に主演。この作品は1984年まで『愛の飛翔II』『愛の飛翔III』とシリーズ化される作品となる。
1980年、汀の退団に伴い、雪組トップスターに就任。お披露目公演は『花の舞拍子／青き薔薇の軍神－アンジェリクII－』。相手役は星組より遥くららを迎え、抜群の美貌と華・息の合った演技でゴールデンコンビと謳われた。
1983年、クロード・アネ原作の『うたかたの恋』にて自身が熱望したルドルフ皇太子を演じ、この作品は現在まで再演され続ける名作となる。
1984年、再演『風と共に去りぬ』で再びレット・バトラーを演じるも、相手役・遥はこの作品限りで退団。麻実は新しい相手役を特定せず空位としたまま、次作『千太郎纏しぐれ／フル・ビート』公演中に退団を発表。
1985年4月30日、『花夢幻／はばたけ黄金の翼よ』の東京公演千秋楽を最後に退団。この公演では、相手役を入団4年目だった一路真輝（当時は一路万輝）が務めた。
退団後は女優として、舞台演劇をメインに活動。1995年にはタイトルロールを演じた『ハムレット』で10年ぶりに男役を演じ、第3回（1996年度）読売演劇大賞最優秀女優賞を受賞。その後2011年には『黒蜥蜴』で再び同賞を受賞している。
2001年には初出演した映画『十五才 -学校IV-』にて第24回日本アカデミー賞優秀助演女優賞を受賞し、2002年には毎日芸術賞を受賞するなど、女優としての地位を確立している。
2006年、紫綬褒章を受章した。
2014年、古巣・宝塚歌劇団創立100周年を記念して設立された『宝塚歌劇の殿堂』最初の100人のひとりとして殿堂入りを果たした。
2020年、旭日小綬章を受章した。
2023年、日本芸術院会員となる。

## 人物・逸話
- 東京の神田明神界隈で刀剣金具製造業（鍔など）の父のもと三人姉妹の末子として生まれる。幼稚園時からバレエを習い、高校3年生の時に宝塚ファンであった姉達の勧めで音楽学校を受験し合格した[12]。
- 宝塚歌劇団退団直後の1985年8月12日、日本航空123便に搭乗する予定だったが、搭乗前の仕事が早く終わったため、1便早い飛行機に振り替えてその墜落事故の難を逃れた[13][注 1]
- 私生活では、1995年7月に曙ブレーキ工業株式会社の会長・信元久隆と結婚。信元は再婚であり前妻とは死別している。
- 1984年の『風と共に去りぬ』で退団することを決めていたが、偶然にも相手役の遥も退団を決めており、退団の意思を遥が先に切り出した為、「雪組の二本柱が同時に出てしまうと土台ががたついてしまう」という理由で一旦自分の退団予定を取り下げた。遥を送り出した後は「多数の若手娘役たちと組んだりして成長させてあげたい」という意思があり、後任の相手役を決めなかったという[14]。

## 宝塚歌劇団時代の主な舞台

### 初舞台・星組時代
- 1970年3月、『四季の踊り絵巻／ハロー!タカラヅカ』＊初舞台
- 1971年5月、『いのちある限り』／『ノバ・ボサ・ノバ』 - ドアボーイ 役
- 1971年8月、『我が愛は山の彼方に』／『マイ・ブロードウェイ』
- 1972年11月、『花の若武者－弁慶と牛若－』 - 新人公演：鬼若 役（本役：鳳蘭）／『アラベスク』＊新人公演初主演

### 雪組時代
- 1973年2月、『花吹雪』 - 酒井主膳 役／『愛のラプソディ』
- 1973年11月、『たけくらべ』 - 新人公演：信如 役(本役：汀夏子)／『ラブ・ラバー』
- 1974年5月、『若獅子よ立髪を振れ』 - 新人公演：松平容保 役(本役：神代錦)／『インスピレーション！』
- 1974年11月、『紅椿 雪に咲く／ファンキー・ジャンプ』
- 1975年2月、『フィレンツェに燃える』 - オテロ 役／『ザ・スター』
- 1975年8月、『ベルサイユのばら－アンドレとオスカル－』 - アンドレ 役
- 1976年1月、『白鷺の詩』 - 黒鳥の王 役／『ムッシュ・パピヨン』
- 1976年6月、『星影の人』 - 土方歳三 役／『Non,Non,Non』 - ミスター・クロック 役
- 1977年2月、『鶯歌春』／『マンハッタン・ラグ』
- 1977年7月、『あかねさす紫の花／ザ・レビュー』 - 中大兄皇子（天智天皇） 役
- 1978年1月、『風と共に去りぬ－スカーレット編－』 - レット・バトラー 役
- 1978年6月、『丘の上のジョニー』 - アラン 役／『センセーション！』
- 1979年1月、『春風の招待』 - ジョセフィーヌ、エクトール 役／『ハロー！ホリデー』
- 1979年8月、『朝霧に消えた人』 - 三浦左馬介 役／『オールマン・リバー』
- 1979年10月、リサイタル『愛の飛翔』
- 1980年2月、『去りゆきし君がために』 - フェルナンド 役
- 1980年8月、バウホール公演『クレージーなそよ風』 - 鳥売りの青年、ビル、ジミー 役

### 雪組トップ時代
- 1980年10月、『花の舞拍子』／『青き薔薇の軍神－アンジェリクII－』 - フィリップ・デュ・プレシ・ベリエール 役
- 1981年1月、バウホール公演『恋の特ダネ』 - ロバート 役
- 1981年5月、『彷徨のレクイエム』 - ウロンスキー、ミハイル、フェリックス 役
- 1981年11月、『かもめ翔ぶ海』 - 悠太郎 役／『サン・オリエント・サン－太陽讃歌－』 - 太陽神 役
- 1982年5月、『ジャワの踊り子』 - アディナン 役
- 1982年9月、リサイタル『愛の飛翔II』
- 1982年11月、『パリ変奏曲』 - カール・ハインリッヒ 役／『ゴールデン・ドリーム』
- 1983年5月、『うたかたの恋』 - ルドルフ 役／『グラン・エレガンス』
- 1983年12月、東京宝塚劇場公演『うたかたの恋』 - ルドルフ 役／『ハッピーエンド物語』
- 1983年8月、『ブルー・ジャスミン－砂漠の愛－』 - カシム・ベン・フセイン 役／『ハッピーエンド物語』
- 1984年3月、『風と共に去りぬ』 - レット・バトラー 役
- 1984年5月、リサイタル『愛の飛翔III』
- 1984年9月、『千太郎纒しぐれ』 - 千太郎 役／『フル・ビート』
- 1985年1月、『花夢幻』／『はばたけ黄金の翼よ』 - ヴィットリオ・アラドーロ 役　＊退団公演

## 宝塚歌劇団退団後の主な活動

### 舞台
- シカゴ（1985年、1986年） - ヴェルマ・ケリー 役
- 花月亭の女たち（1987年） - 滝子 役
- マクベス（1987年 - 1989年） - マクベス夫人 役
- 危険な関係（1988年、1993年） - メルトゥイユ侯爵夫人 役
- 世阿彌（1988年） - 葛野の前 役
- 双頭の鷲（1990年、1994年） - 王妃 役
- チャイコフスキー殺人事件（1990年） - ミハルコーワ／フォン・メック夫人 役
- サド侯爵夫人（1990年） - 侯爵夫人ルネ 役
- メアリー・ステュアート（1990年、1993年、1996年） - メアリー・ステュアート／ナニー 役
- スターマイツ（1991年） - 女王ディーバ／エレナの母 役
- 櫻の園 喜劇（1991年） - ラネーフスカヤ 役
- 獅子を飼う－利休と秀吉－（1992年） - 於絹 役
- シティ・オブ・エンジェルス（1992年） - カーラ／アローラ・キングズリー 役
- 間ぬけ役（1992年、1993年） - リュシエンヌ・ヴァトラン 役
- ゴールド家のたそがれ（1994年） - スザンヌ 役
- エンジェルス・イン・アメリカ（1994年、1995年） - 天使 役
- ハムレット（1995年、1997年、1998年） - ハムレット役
- 蜘蛛女のキス（1996年、1998年） - 蜘蛛女／オーロラ 役
- イサドラ－When She Danced－（1997年） - イサドラ・ダンカン 役
- リトル・ナイト・ミュージック（1999年） - デジレ・アームフェルト 役
- 恋の三重奏（1999年） - バーバラ 役
- 二十世紀（2000年） - マーガレット・バーク＝ホワイト 役
- LONG AFTER LOVE（2000年） - 老婆／六条康子 役
- グリークス（2000年） - アンドロマケ 役
- 結婚…taken in MARRIAGE（2001年） - ディクシー 役
- 蜘蛛巣城（2001年） - 浅茅 役
- サラ（2001年、2003年、2005年） - サラ・ベルナール 役
- くしゃみ（2002年） - ムラーキシナ 役　ほか
- オイディプス王（2002年、2004年） - イオカステ 役
- 検察側の証人（2002年） - ローマイン 役
- ラヴ・レターズ（2002年） - メリッサ 役
- 桜の園（2003年） - ラネーフスカヤ 役
- 現代能楽集 AOI/KOMACHI（2003年、2007年） - 六条 役
- タイタス・アンドロニカス（2004年、2006年） - タモーラ 役
- エレクトラ（2004年） - 語り
- ドラマリーディング 蝶々さん〜ある宣教師夫人の日記より〜（2004年） - コレル夫人 役
- エリザベス・レックス（2004年） - エリザベス1世 役
- 箱根強羅ホテル（2005年） - 山田智恵子 役
- 向田邦子名作劇場（2005年） - 語り
- ダンスオペラ UZME（2005年） - 天照大神 役
- 朗読劇 イブラヒムおじさんとコーランの花たち（2005年、2008年）
- タイタス・アンドロニカス（2006年） - タモーラ 役
- 黒蜥蜴（2006年） - 緑川夫人／黒蜥蜴 役
- 夏の夜の夢（2007年、2009年） - タイターニア／ヒポリタ 役
- かもめ（2008年） - アルカージナ 役
- 山の巨人たち（2008年） - 伯爵夫人イルセ 役
- ストーン夫人のローマの春（2009年） - カレン・ストーン 役
- 六道輪廻（2009年） - ヴァイセーシャ 役
- コースト・オブ・ユートピア（2009年） - ヴァルヴァーラ・バクーニン 役　ほか
- 冬のライオン（2010年） - エレノア・オブ・アキテーヌ 役
- 水の手紙　井上ひさしへのラブレター（2010年）
- おそるべき親たち（2010年、2014年） - イヴォンヌ 役
- 朗読劇 停電の夜に（2010年）
- トップ・ガールズ（2011年） - イザベラ・バード／ジョイス／キッド夫人 役
- キネマの天地（2011年） - 立花かず子 役
- みんな我が子（2011年） - ケイト・ケラー役
- サド侯爵夫人（2012年） - サン・フォン伯爵夫人 役
- 朗読・宮沢賢治が伝えること（2012年）
- サロメ（2012年） - ヘロディア 役
- しゃばけ（2013年） - おたえ 役
- 鉈切り丸（2013年） - 建礼門院 役
- 昔の日々（2014年） - アナ 役
- 炎 アンサンディ（2014年） - ナワル 役
- 日本舞踊×オーケストラ vol.2（2014年） - パピヨン 役
- 海の夫人（2015年） - エリーダ 役
- 8月の家族たち August: Osage County（英語版）（2016年） - バイオレット 役[15]
- レティスとラベッジ（2016年） - ロッテ 役[16]
- 炎 アンサンディ（2017年）- ナワル 役
- アザー・デザート・シティーズ（2017年）- シルダ 役
- すべての四月のために（2017年）- 安田英順 役
- ラ・フォル・ジュルネTOKYO2018『エクソダス』（2018年5月3日）
- 愛のゆくえ（2018年6月9日）
- 大人のけんかが終わるまで（2018年）- イヴォンヌ・ブルム 役
- 罪と罰（2019年) - カテリーナ・イワーノヴナ・マルメラードワ　役[17]
- ドクター・ホフマンのサナトリウム　〜カフカ第4の長編〜（2019年）- 女2（フリーダとブロッホの祖母）/少女（ユーリエ）/マルベリ（ラバンとガザの母）/マグダレーナ 他 役
- アナスタシア（2020年) - マリア皇太后 役
- 班女 (2020年) - 実子 役
- ドクター・ブルー 〜いのちの距離〜 (2021年)- ナンシー濱本 役
- 森 フォレ (2021年) - リュス、プティ他 役
- ガラスの動物園 (2021年) - アマンダ 役
- INTO THE WOODS (2022年) - 巨人 役(声のみ)
- バイオーム (2022年) - クロマツ、ふき 役
- 精霊の守り人（2023年） - (声のみ)
- アナスタシア（2023年) - マリア皇太后 役
- インヘリタンス-継承-（2024年）[18]
- 平家物語 -胡蝶の被斬-（2025年）[19]
- 未来へのOne Step！〜世界を結ぶ愛の歌声〜（2025年）[注 2][20]
- みんな鳥になって（2025年） - レア 役[21]

### 映画
- 十五才 -学校IV-（2000年11月、監督：山田洋次、大庭すみれ 役）

### テレビドラマ
- BS時代劇・火怨・北の英雄 アテルイ伝（2013年、NHK BSプレミアム） - 岩木牟良 役
- 隠蔽捜査（2014年1月 - 3月、TBS系列）- ナレーション
- BS1スペシャル「武士の娘 鉞子とフローレンス〜奇跡のベストセラーを生んだ日米の絆〜」（2015年8月11日、NHK BS1、ドラマ部分）
- 隠蔽捜査スペシャル（2019年3月11日、TBS系列）- ナレーション

### CM出演
- 1986年 ペルソナカード

## ディスコグラフィー

### シングル
- 薔薇の子守唄/小さなウェスタン(AT-1020)
- ときめきの金色/あれから少し AT-4017(THS-1600)
- 翔べよ、愛/希望の讃歌
- ペルソナ/ルミエール
- かもめの海(A面) CBS/SONY INC 07SH1084
- 花の舞拍子(A面) 薔薇ひとり〜ばらの名を君に、青き薔薇の軍神（マルス）(B面) CBS/SONY INC 07SH864
- 挽歌(A面) CBS/SONY INC 07SH988

### アルバム
- 水の中の神話 ドラマティック・アルバム
- あれから少し Toho Record AX8093
- SIDE-A
  - 1.あれから少し
  - 2.動物と子供達の詩
  - 3.愛のちかい(TILL)
  - 4.その日が来たら
  - 5.じっとこうして(RESTE)
  - 6.愛の宝石
- SIDE-B
  - 1.愛情物語
  - 2 . I DON'T KNOW **HOW TO LOVVE HIM
  - 3.夢人
  - 4.追憶
  - 5.LET IT BE ME
  - 6.見果てぬ夢

- 麻実れい シャンソン集 モナムール Vap
  - モナムール
  - ウイ ウィ
  - かなしきドンファン
  - 愛は白いハンカチ
  - 革命
  - ニコラ
  - 恋のやまい
  - 黒い瞳のナタリー
  - 愛の終りに

- 宝塚歌劇団 バウ・ショー 愛の飛翔 II／ブーケ・ダ・ムール

- 麻実れい リサイタルPART・Ⅱ/これが愛 TMP-1153〜54（TA-27706)

- ア・ゲ・イ・ンAGAIN

- 青春のメモリアル PART I  TMP-1077

- 青春のメモリアル PART II TMP-1080

### CD
- アルバム (CD)『ペルソナ』全10曲
  - ラビアン・ローズ
  - ペルソナ
  - リリー・マルレーン
  - 港の見える部屋
  - 愛の飛翔
  - ラストダンスは私に
  - 追憶
  - 人生の輪
  - また恋したの
  - 愛の旅立ち
- 備考 ダウンロード サブスクリプション (ストリーミング)など

EMIミュージック・ジャパンB000UV1IX2
- 麻実れい　リサイタル　舞台生活三十五周年記念 (CD) TCAC-253B

他、宝塚歌劇団公演実況アルバムなど多数

### 映像作品
- ラストステージ また逢う日まで (形式︰β／VHS) TMPV-3B ショー＆退団記念。第1部ゴールデン・ショー　第2部さよならショー

### 参加作品
- 花と愛のたからづか(LP)Thoshiba Records TP60484〜86
- 花と愛のたからづか(CD)TOCT-5935B EMIミュージック・ジャパン B000UVBG84
- 越路吹雪トリビュート・アルバム

- 岩谷時子　シャンソン詩集「ラストダンスは私に」

- 越路吹雪トリビュートアルバム『越路吹雪に捧ぐ』（2016年12月21日）
  - 「眠れぬ夜の長恨歌」朗読[22]。

### 写真集
- 麻実れい、大倉舜二『麻実れい : Dramatic Rei Asami 写真集』講談社、1994年1月25日。

## 受賞歴
『ハムレット』／『エンジェルス・イン・アメリカ』
- 1996年 第3回読売演劇大賞 最優秀女優賞

『蜘蛛女のキス』
- 1997年 第18回松尾芸能賞 演劇優秀賞

『リトル・ナイト・ミュージック』／『恋の三重奏』
- 2000年 第7回読売演劇大賞 優秀女優賞

『リトル・ナイト・ミュージック』／『恋の三重奏』／『二十世紀』
- 2000年 第25回菊田一夫演劇賞

『二十世紀』／『グリークス』
- 2001年 第35回紀伊国屋演劇賞

『十五才・学校IV』
- 2001年 第24回日本アカデミー賞 優秀助演女優賞

『サラ』
- 2002年 第43回毎日芸術賞

『くしゃみ』／『オイディプス王』
- 2003年 第10回読売演劇大賞 優秀女優賞

『桜の園』／『サラ』／『AOI/KOMACHI』
- 2004年 第11回読売演劇大賞 優秀女優賞

『桜の園』／『AOI/KOMACHI』
- 2004年 第54回芸術選奨文部科学大臣賞

『タイタス・アンドロニカス』／『エリザベス・レックス』
- 2005年 第12回読売演劇大賞 優秀女優賞

『黒蜥蜴』
- 2006年 第6回朝日舞台芸術賞 舞台芸術賞
- 2007年 第14回読売演劇大賞 優秀女優賞

『冬のライオン』／『おそるべき親たち』
- 2011年 第18回読売演劇大賞 最優秀女優賞

『トップ・ガールズ』／『みんな我が子』
- 2012年 第19回読売演劇大賞 優秀女優賞

『8月の家族たち August Osage County』／『炎 アンサンディ』
- 2017年 第42回菊田一夫演劇賞 大賞受賞
- 2020年 旭日小綬章